# SS Catalonia
O SS Catalonia foi um navio de passageiros construído em 1881 e pertencente à Cunard Line.

## História
O SS Catalonia foi construído em 1881 pela John Brown & Company, em Glasgow. A Cunard Line vendeu o SS Abyssinia após sua última viagem em 1880, usando o navio como pagamento para a construção do SS Catalonia e SS Servia. O Catalonia foi lançado em 14 de maio de 1881 e fez sua viagem inaugural em 6 de agosto, partindo de Liverpool para Nova Iorque via Queenstown. Até 1899, o navio operava entre Liverpool e Boston, com exceção de outras duas viagens a Nova Iorque (além da viagem inaugural). O navio media 429,6 pés por 43 pés, com uma tonelagem bruta de 4.881 e poderia transportar 200 passageiros de primeira classe e 1.500 passageiros de terceira classe.

## Incidentes
Em 7 de maio de 1888, o navio atingiu uma rocha em Mizen Head, ao largo da costa da Irlanda, ficando danificado. O Catalonia sofreu danos à popa, sendo reparado durante oito dias após o incidente.
Em 20 de outubro de 1897, Catalonia salvou a tripulação do navio de pesca Vague, que estava afundando nos Grandes Bancos de Terra Nova.

## Serviço durante a Segunda Guerra dos Bôeres
O Catalonia foi requisitado para uso na Segunda Guerra dos Bôeres, de 1899 a 1900, e foi capitaneado por James Clayton Barr e William Thomas Turner durante o curso da guerra. O navio foi posteriormente desmantelado em 24 de maio de 1901, em Génova.